# Unione Sportiva Triestina Calcio 1987-1988
Questa voce raccoglie le informazioni riguardanti l'Unione Sportiva Triestina Calcio nelle competizioni ufficiali della stagione 1987-1988.

## Divise e sponsor
Lo sponsor tecnico per la stagione 1987-1988 fu adidas, mentre lo sponsor ufficiale Modiano.
| Casa | Trasferta |

## Rosa
| N. |                   | Ruolo | Calciatore           |
| -- | ----------------- | ----- | -------------------- |
|    | Italia (bandiera) | P     | Roberto Valzano      |
|    | Italia (bandiera) | D     | Walter Biagini       |
|    | Italia (bandiera) | A     | Edi Bivi             |
|    | Italia (bandiera) | C     | Silvio Casonato      |
|    | Italia (bandiera) | A     | Franco Causio        |
|    | Italia (bandiera) | D     | Giuliano Cernecca    |
|    | Italia (bandiera) | D     | Ersilio Cerone       |
|    | Italia (bandiera) | A     | Gianfranco Cinello   |
|    | Italia (bandiera) | P     | Leonardo Cortiula    |
|    | Italia (bandiera) | D     | Maurizio Costantini  |
|    | Italia (bandiera) | C     | Luigino Dal Prà      |
|    | Italia (bandiera) | A     | Vincenzo Di Giovanni |
|    | Italia (bandiera) | P     | Rino Gandini         |

| N. |                   | Ruolo | Calciatore           |
| -- | ----------------- | ----- | -------------------- |
|    | Italia (bandiera) | C     | Pasquale Iachini     |
|    | Italia (bandiera) | A     | Roberto Ispiro       |
|    | Italia (bandiera) | A     | Massimo Marchesan    |
|    | Italia (bandiera) | C     | Angelo Orlando       |
|    | Italia (bandiera) | C     | Giorgio Papais       |
|    | Italia (bandiera) | C     | Walter Pasqualini    |
|    | Italia (bandiera) | D     | Antonio Poletto      |
|    | Italia (bandiera) | D     | Cleto Polonia        |
|    | Italia (bandiera) | C     | Antonino Santonocito |
|    | Italia (bandiera) | C     | Giampiero Scaglia    |
|    | Italia (bandiera) | C     | Stefano Strappa      |
|    | Italia (bandiera) | D     | Federico Tiberio     |

## Risultati

### Serie B

#### Girone di andata
| 13 settembre 1987 1ª giornata | Atalanta | 1 – 1 | Triestina |  |

| 20 settembre 1987 2ª giornata | Triestina | 0 – 0 | Catanzaro |  |

| 27 settembre 1987 3ª giornata | Arezzo | 0 – 0 | Triestina |  |

| 4 ottobre 1987 4ª giornata | Triestina | 2 – 0 | Barletta |  |

| 11 ottobre 1987 5ª giornata | Piacenza | 2 – 1 | Triestina |  |

| 18 ottobre 1987 6ª giornata | Sambenedettese | 1 – 0 | Triestina |  |

| 25 ottobre 1987 7ª giornata | Triestina | 1 – 0 | Udinese |  |

| 1º novembre 1987 8ª giornata | Messina | 2 – 1 | Triestina |  |

| 2 febbraio 1969 9ª giornata | Triestina | 1 – 1 | Bari |  |

| 15 novembre 1987 10ª giornata | Padova | 1 – 0 | Triestina |  |

| 22 novembre 1987 11ª giornata | Triestina | 1 – 0 | Modena |  |

| 29 novembre 1987 12ª giornata | Lazio | 2 – 0 | Triestina |  |

| 6 dicembre 1987 13ª giornata | Triestina | 2 – 0 | Lecce |  |

| 13 dicembre 1987 14ª giornata | Triestina | 2 – 0 | Bologna |  |

| 20 dicembre 1987 15ª giornata | Taranto | 3 – 1 | Triestina |  |

| 3 gennaio 1988 16ª giornata | Triestina | 1 – 0 | Genoa |  |

| 10 gennaio 1988 17ª giornata | Parma | 0 – 0 | Triestina |  |

| 17 gennaio 1988 18ª giornata | Triestina | 1 – 0 | Brescia |  |

| 24 gennaio 1988 19ª giornata | Cremonese | 1 – 0 | Triestina |  |

#### Girone di ritorno
| 7 febbraio 1988 20ª giornata | Triestina | 0 – 0 | Atalanta |  |

| 14 febbraio 1988 21ª giornata | Catanzaro | 0 – 0 | Triestina |  |

| 21 febbraio 1988 22ª giornata | Triestina | 1 – 0 | Arezzo |  |

| 6 marzo 1988 23ª giornata | Barletta | 1 – 0 | Triestina |  |

| 13 marzo 1988 24ª giornata | Triestina | 0 – 1 | Piacenza |  |

| 20 marzo 1988 25ª giornata | Triestina | 0 – 0 | Sambenedettese |  |

| 27 marzo 1988 26ª giornata | Udinese | 1 – 0 | Triestina |  |

| 2 aprile 1988 27ª giornata | Triestina | 1 – 0 | Messina |  |

| 10 aprile 1988 28ª giornata | Bari | 1 – 0 | Triestina |  |

| 17 aprile 1988 29ª giornata | Triestina | 1 – 1 | Padova |  |

| 24 aprile 1988 30ª giornata | Modena | 1 – 1 | Triestina |  |

| 1º maggio 1988 31ª giornata | Triestina | 1 – 0 | Lazio |  |

| 8 maggio 1988 32ª giornata | Lecce | 3 – 1 | Triestina |  |

| 15 maggio 1988 33ª giornata | Bologna | 4 – 2 | Triestina |  |

| 22 maggio 1988 34ª giornata | Triestina | 4 – 6 | Taranto |  |

| 29 maggio 1988 35ª giornata | Genoa | 1 – 1 | Triestina |  |

| 5 giugno 1988 36ª giornata | Triestina | 2 – 3 | Parma |  |

| 12 giugno 1988 37ª giornata | Brescia | 2 – 0 | Triestina |  |

| 19 giugno 1988 38ª giornata | Triestina | 2 – 1 | Cremonese |  |